# Rozkład otwarty na krańcu
Rozkład otwarty na krańcu (ang. open-ended distribution) – rozkład empiryczny, w którym na jednym z jego krańców precyzyjne wyniki nie mogą zostać odnotowane.